# Lucho, un hombre violento
Lucho, un hombre violento es un cortometraje humorístico de 1988 escrito, dirigido y protagonizado por Jorge González y Claudio Narea, en ese entonces miembros de la banda chilena Los Prisioneros, en conjunto con sus amigos Sergio Gómez (exvocalista de Planta Baja y entonces guitarrista de Los Niños Mutantes), Roque Villagra, Michel Grez y Marco González (hermano de Jorge).

## Historia
Lucho, un hombre violento es un cortometraje de humor absurdo, en el que los personajes recitan diálogos insólitos y exagerados, visten atuendos estrafalarios y se ven envueltos en situaciones que no llevan a ninguna parte. Fue realizado a mediados de 1988 por González y Narea como uno de sus tantos «proyectos paralelos» dentro de la banda (historietas, el documental casero inédito Trágame tierra, Los Apestosos, Gus Gusano y sus Necrofílicos Hemofílicos, etc.). Miguel Tapia, el tercer integrante de Los Prisioneros, no quiso participar. 
Aunque el guion es de un poco más de una hora de duración, la película nunca fue acabada y solo se conservan 15 minutos de cinta (sin contar los bloopers y tomas falsas), que fueron editados y subidos a YouTube por Aliro Castillo, un fan de Narea que también colaboró con éste en la producción de sus libros Mi vida como prisionero (2009) y Los Prisioneros: Biografía de una amistad (2014).

## Elenco
- Claudio Narea como Lucho
- Jorge González como Pocho
- Sergio Gómez como Checho
- Roque Villagra como Tino
- Marco González como Heliogábalo y Helicoidal
- Michel Grez como Lalo

## Curiosidades
- Fue grabada en un solo día en casa de Jorge González.
- El título original era Lucho, un hombre de temple.
- Los Prisioneros compusieron algunas canciones para la eventual banda sonora de Lucho, un hombre violento, que tampoco fue completada: «Los cuatro Luchos», «Zombie», «Yo soy heavy» y «Antropófago (Pop and Poll)». Las dos primeras fueron incluidas en el compilado Ni por la razón, ni por la fuerza (1996), mientras que las otras dos aparecen en el disco no oficial Raspando la olla (2007). En la película se puede escuchar una versión instrumental de «Danza porque sí», además de una interpretación a capella de «Mal de Parkinson».
- Sergio Gómez se desmayó luego de tragar accidentalmente un poco de parafina mientras escupía fuego para la escena final de la película.[1]
- La línea «Soy Lucho, bien lo sé, pero ello no me impide realizarme como persona» y el rap «Los cuatro Luchos» son referenciados en la canción «Muévete, retuércete» de Profetas y Frenéticos, la banda formada por Narea tras abandonar Los Prisioneros en 1990.
- La canción «En la disco», que aparece en Ni por la razón, ni por la fuerza, es una versión editada del audio de la escena en la que Pocho y Lucho bailan en una discoteca al ritmo de una versión instrumental de «Danza porque sí». En «En la disco», el audio instrumental de «Danza porque sí» curiosamente es reemplazado por la versión cantada por Narea y Miguel Tapia que aparece en Beaucheff 1435.